# National Monuments in den Vereinigten Staaten

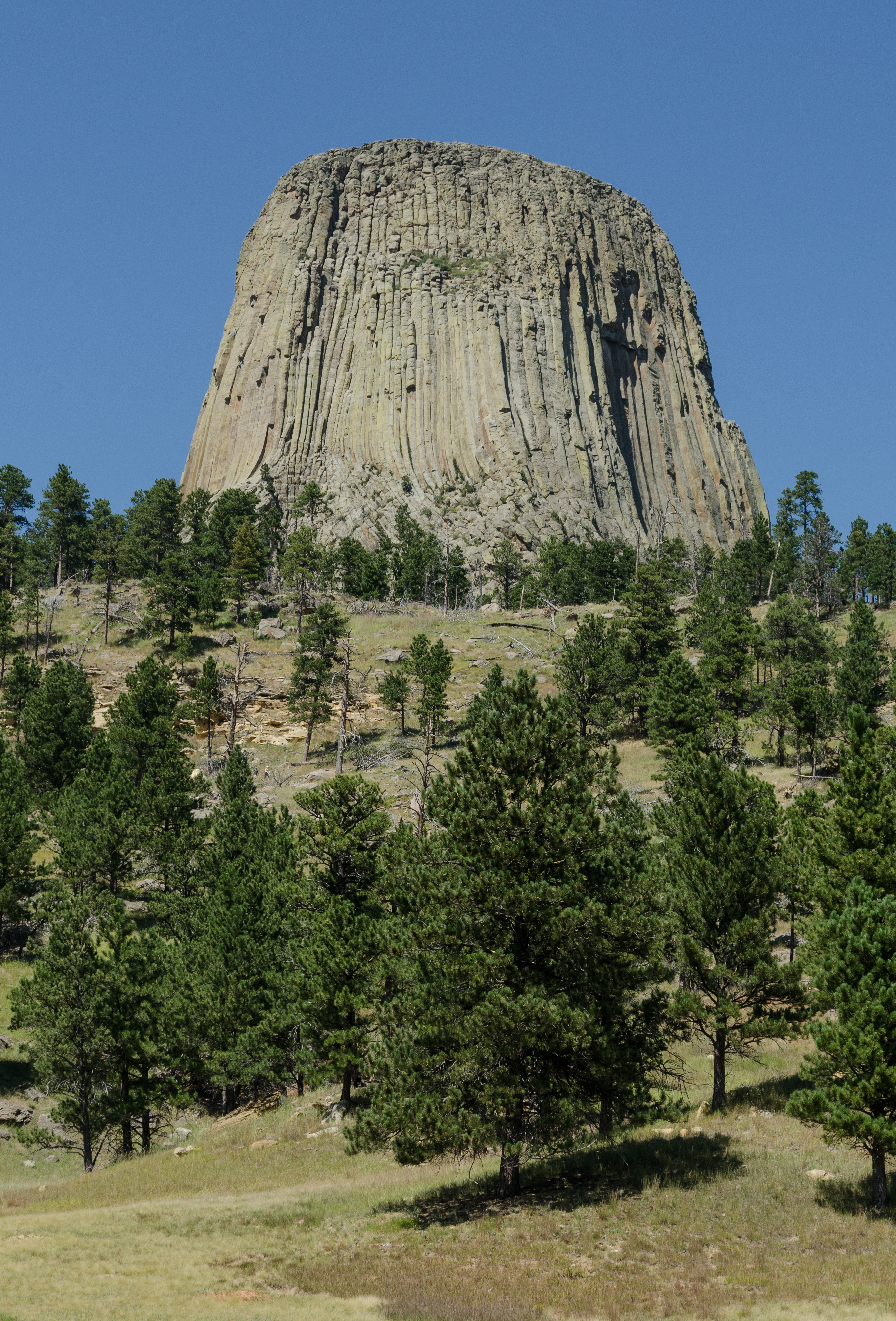
Der Devils Tower war das erste National Monument

National Monument heißen in den Vereinigten Staaten durch die Bundesregierung ausgewiesene Schutzgebiete oder Gedenkstätten, die überwiegend vom National Park Service, einer dem Innenministerium unterstehenden Behörde, verwaltet werden. Sie können wertvolle Naturräume oder historisch bedeutende Einrichtungen bewahren. Insbesondere im Westen der Vereinigten Staaten liegen auch historische Bauten in wertvollen Ökosystemen, so dass beide Typen kombiniert sind.

## Beschreibung
National Monuments können durch den Kongress oder im Gegensatz zu Nationalparks oder Memorials auch ohne Zustimmung des Kongresses vom Präsidenten per Presidential Proclamation errichtet werden. Rechtsgrundlage ist der Antiquities Act (Pub.L. 59–209) von 1906. Theodore Roosevelt machte erstmals von dieser Möglichkeit Gebrauch, als er am 24. September 1906 den Devils Tower in Wyoming auf diese Art schützte. Er war der Auffassung, dass dieser zerstört werden könne, bevor der Kongress das Gebiet endlich zu einem Nationalpark erklären würde. Bis 2022 wurden 158 natur- und denkmalschutzbedürftige Orte zum United States National Monument erklärt; das weltweit bekannteste ist die Freiheitsstatue vor der Stadt New York. Die weitaus größere Anzahl solcher Schutzgebiete befinden sich jedoch im Westen der Vereinigten Staaten – geballt im Bundesstaat Arizona.
Der Großteil der National Monuments werden vom National Park Service verwaltet, zahlreiche Schutzgebiete fallen aber auch unter die Aufsicht anderer Ämter. Hierzu zählt insbesondere das Bureau of Land Management (Landverwaltungsamt), dem auch das landflächenmäßig größte Nationalmonument außerhalb Alaskas – Grand Staircase-Escalante – untersteht. Auch der US Forest Service sowie der US Fish and Wildlife Service sind mit der Verwaltung von einer größeren Anzahl von National Monuments betraut. Dazu gibt es noch die Betreuung durch andere US-Behörden. Einzelne werden auch von zwei Behörden gemeinsam betreut.
Obwohl finanziell gegenüber den großen Nationalparks nachrangig berücksichtigt, haben National Monuments hinsichtlich Attraktivität und Größe nicht zwingend eine geringere Bedeutung als Nationalparks. Vielmehr weisen einige von ihnen alle Merkmale eines Nationalparks auf und erfahren bisweilen – wie die Great Sand Dunes in Colorado – auch eine entsprechende „Aufwertung“. In der Regel kennzeichnet ein Nationalmonument jedoch, dass in ihm eine geringere Anzahl natürlicher Ressourcen geschützt werden, als in Nationalparks.

## Geschichte

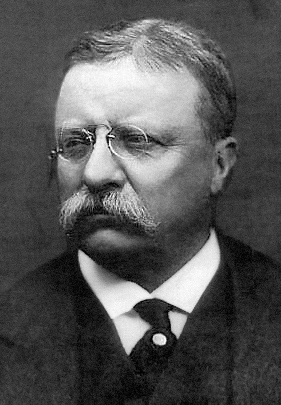
Gründer des ersten National Monuments: Theodore Roosevelt

Die Nationalmonumente der Vereinigten Staaten sind das Ergebnis eines Gesetzes aus dem Jahr 1906, das dem Zweck diente, prähistorische Bauwerke und Handwerkszeug von Indianern in den westlichen Staaten der USA zu schützen. Das so genannte „Altertümer-Gesetz“ (Antiquities Act) regelte die Legitimation von archäologischen Untersuchungen und stellte unerlaubte Plünderungen und Zerstörungen solcher Stätten unter Strafe. Es gestattete zudem dem US-Präsidenten, historische Wahrzeichen, historische und prähistorische Bauwerke sowie andere Objekte mit geschichtlicher oder wissenschaftlicher Bedeutung eigenmächtig unter den staatlichen Schutz eines Nationalmonuments zu stellen.
Von diesen Nationalmonumenten wurde erwartet, dass sie kleine prähistorische Stätten mit kulturellem Hintergrund schützen. Doch die Passage „Objekte von … wissenschaftlicher Bedeutung“ aus dem Antiquities Act nahm Präsident Theodore Roosevelt drei Monate später zum Anlass, den so genannten Devils Tower (Teufelsturm) aus naturwissenschaftlichen Gründen zu schützen und ihn zum ersten US-Nationalmonument zu erklären. Im gleichen Jahr wurde das Gesetz mit der Errichtung des Petrified-Forest-Nationalmonuments (heute Nationalpark) bereits zum zweiten Mal zweckentfremdet. Der ursprüngliche Gedanke von kleinen kulturellen Stätten war somit schnell überholt.
Im Jahr 1908 griff Roosevelt abermals auf den Antiquities Act zurück, um nun den Grand Canyon zum Nationalmonument zu erklären – mit rund 3.200 km² ein sehr großes „Objekt von wissenschaftlicher Bedeutung“. 1918 folgte unter Präsident Woodrow Wilson dann das Katmai-Nationalmonument, das zuerst etwas mehr als 4.000 km², später – nach einer Erweiterung – sogar rund 11.000 km² umfasste. Grand Canyon, Petrified Forest und Katmai gehörten zu den zahlreichen Nationalmonumenten, die später vom Kongress zu Nationalparks erklärt wurden.
Im Kongress gab es keinen ernsthaften Widerstand gegen die Nutzung des Antiquities Act zur Errichtung neuer Nationalmonumente – insbesondere in Arizona und Alaska, die zeitweilig als einzige Territorien im Kongress nicht repräsentiert waren. Erst mit der Errichtung des Jackson-Hole-Nationalmonuments durch Präsident Franklin D. Roosevelt 1943 regte sich im Kongress erstmals ernsthafter Widerstand. Nachdem das Vorhaben, den Grand-Teton-Nationalpark (Wyoming) um ein von John D. Rockefeller, Jr. erworbenes Land zu erweitern, am Widerstand des Kongresses scheiterte, bediente sich der Präsident kurzerhand des Antiquities Act und erklärte das Gebiet zum Nationalmonument. Der häufige Nutzung des Altertümer-Gesetzes zur Errichtung neuer Schutzgebiete unter Umgehung des Kongresses lösten derartige Proteste aus, dass US-Präsidenten in der Folgezeit seltener von dieser Möglichkeit Gebrauch machten. Richard Nixon und Gerald Ford, wiesen überhaupt keine National Monuments aus. Dies änderte sich mit der Präsidentschaft von Jimmy Carter wieder. Carter wies 16 National Monuments aus. Ronald Reagan und George H. W. Bush wiesen dann keine neuen Gebiete. Bill Clinton wies 19 National Monuments aus und damit mehr als die 18 von Theodore Roosevelt. George W. Bush wies dann sechs aus. Barack Obama wies mit 26 National Monuments die größte Anzahl aller Präsidenten aus.
Zwischen 1930 und 1950 wurden die 8 National Monuments Papago Saguaro National Monument, Lewis and Clark Cavern National Monument, Wheeler National Monument, Holy Cross National Monument, Old Kasaan National Monument, Castle Pinckney National Monument, Verendrye National Monument und Fossil Cycad National Monument aufgehoben und nicht zu Nationalparks aufgewertet, sondern in andere Trägerschaft und Schutzkategorien überführt. Das größte Nationalmonument außerhalb Alaskas ist Grand Staircase-Escalante im südlichen Utah und wurde 1996 durch Bill Clinton gegründet. Er traf damit eine anfangs kritisch betrachtete Entscheidung und abermals gab es Forderungen, die alleinige Verfügungsgewalt des Präsidenten einzuschränken. 
Am 24. August 2017 legte US-Innenminister Ryan Zinke das Ergebnis einer von US-Präsident Donald Trump beauftragten Überprüfung der 27 in den letzten beiden  Jahrzehnten ernannten, größeren National Monuments vor. Demnach solle die Fläche von sechs National Monuments zum Teil deutlich reduziert werden, um dort etwa Bergbau, Holzeinschlag oder Fischerei zu ermöglichen, nämlich die National Monuments Bears Ears National Monument, Grand Staircase-Escalante National Monument, Gold Butte National Monument, Cascade-Siskiyou National Monument, Pacific Remote Islands Marine National Monument sowie Rose Atoll National Monument. Sieben weitere National Monuments sollten zwar nicht verkleinert, kommerzielle Nutzungen aber wieder ermöglicht werden. Am 4. Dezember 2017 ordnete Präsident Donald Trump per Presidential Proclamation an, die Schutzfläche des Grand Staircase-Escalante National Monument nahezu zu halbieren und die des Bears Ears National Monument um 85 Prozent zu reduzieren. Als Begründung gab er an, dass die ursprüngliche Grenzziehung nicht den Anforderungen der gesetzlichen Grundlage entsprochen hätte und wesentlich zu groß wäre. In der Geschichte der USA wurden sechzehn National Monumente von US-Präsidenten achtzehnmal in der Flächengröße reduziert. Von 1962 bis 2017 kam es zu keiner Flächenreduzierung mehr. Trumps Flächenreduzierung der beiden National Monumente war die größte Flächenreduzierung der US-Geschichte. Es wurden Klagen gegen diese Reduzierungen eingereicht. Sie wurden von den fünf örtlichen Indianerstämmen, dem Outdoor-Bekleidungsunternehmen Patagonia und verschiedenen Natur- und Umweltschutzverbänden eingereicht. Laut der Klagen sind die Flächenreduzierungen von Trump rechtswidrig. Am 8. Oktober 2021 nahm Präsident Joe Biden mit einer Presidential Proclamation die Flächenreduzierung vom Grand Staircase-Escalante National Monument und vom Bears Ears National Monument durch Trump zurück.
Präsident Donald Trump wies durch eine Presidential Proclamation 2018 das  Camp Nelson National Monument aus. Am 12. März 2019 wurden mit Unterzeichnung des Kongress-Gesetzes John D. Dingell, Jr. Conservation, Management, and Recreation Act durch Präsident Trump vier weitere National Monumente ausgewiesen. Präsident Joe Biden wies sieben National Monuments aus.

## Status und Ausstattung
Aus touristischer Sicht spielen die Unterschiede zwischen Nationalparks und -monumenten keine große Rolle. Viele der populärsten – vom National Park Service betreuten – Nationalmonumente bieten die gleiche Infrastruktur wie Nationalparks und können auch mit dem Nationalpark-Pass besucht werden. Auch der Schutzstatus der Gebiete unterscheidet sich formal nicht. Alle Gebiete des National Park Service unterliegen derselben gesetzlichen Grundlage, dem Organic Act. In Monuments unter der Verwaltung anderer Behörden, insbesondere des Bureau of Land Management, ist jedoch häufig die Jagd zulässig, die in Monuments des National Park Service ausgeschlossen ist.

## Überblick
| National Monument                                                                       | Ansicht | Bundesstaat                  | Gründung           | Fläche          |
| --------------------------------------------------------------------------------------- | ------- | ---------------------------- | ------------------ | --------------- |
| Admiralty Island                                                                        |         | Alaska                       | 1. Dezember 1978   | 4.127,2 km²     |
| African Burial Ground                                                                   |         | New York                     | 27. Februar 2006   | 0,001 km²       |
| Agate Fossil Beds                                                                       |         | Nebraska                     | 14. Juni 1997      | 12,4 km²        |
| Agua Fria                                                                               |         | Arizona                      | 11. Januar 2000    | 287,2 km²       |
| Aleutian Islands World War II                                                           |         | Alaska                       | 5. Dezember 2008   | 20,0 km²        |
| Alibates Flint Quarries                                                                 |         | Texas                        | 31. August 1965    | 5,5 km²         |
| Aniakchak                                                                               |         | Alaska                       | 1. Dezember 1978   | 555,1 km²       |
| Avi Kwa Ame National Monument                                                           |         | Nevada                       | 21. März 2023      | 2047 km²        |
| Aztec Ruins                                                                             |         | New Mexico                   | 24. Januar 1923    | 1,3 km²         |
| Baaj Nwaavjo I’tah Kukveni – Ancestral Footprints of the Grand Canyon National Monument |         | Arizona                      | 8. August 2023     | 3.713,5 km²     |
| Bandelier                                                                               |         | New Mexico                   | 11. Februar 1916   | 136,3 km²       |
| Basin and Range                                                                         |         | Nevada                       | 10. Juli 2015      | 2.847,3 km²     |
| Bears Ears                                                                              |         | Utah                         | 28. Dezember 2016  | 817,0 km²       |
| Belmont-Paul Women’s Equality                                                           |         | Washington, D.C.             | 12. April 2016     | 0,001 km²       |
| Berryessa Snow Mountain                                                                 |         | Kalifornien                  | 10. Juli 2015      | 1.338,6 km²     |
| Birmingham Civil Rights                                                                 |         | Alabama                      | 12. Januar 2017    | 0,004 km²       |
| Booker T. Washington                                                                    |         | Virginia                     | 2. April 1956      | 1,0 km²         |
| Browns Canyon                                                                           |         | Colorado                     | 19. Februar 2015   | 87,4 km²        |
| Buck Island Reef                                                                        |         | Amerikanische Jungferninseln | 28. Dezember 1961  | 77,0 km²        |
| Cabrillo                                                                                |         | Kalifornien                  | 14. Oktober 1913   | 0,6 km²         |
| California Coastal                                                                      |         | Kalifornien                  | 11. Januar 2000    | 10,6 km²        |
| Camp Hale - Continental Divide National Monument                                        |         | Colorado                     | 12. Oktober 2022   | 21,8 ha         |
| Camp Nelson Heritage                                                                    |         | Kentucky                     | 26. Oktober 2018   | 1,5 km²         |
| Canyon De Chelly                                                                        |         | Arizona                      | 1. April 1931      | 339,3 km²       |
| Canyons of the Ancients                                                                 |         | Colorado                     | 9. Juni 2000       | 713,7 km²       |
| Capulin Volcano                                                                         |         | New Mexico                   | 9. August 1916     | 3,2 km²         |
| Carrizo Plain                                                                           |         | Kalifornien                  | 17. Januar 2001    | 854,1 km²       |
| Casa Grande Ruins                                                                       |         | Arizona                      | 3. August 1918     | 1,9 km²         |
| Cascade-Siskiyou                                                                        |         | Oregon                       | 9. Juni 2000       | 264,4 km²       |
| Castillo de San Marcos                                                                  |         | Florida                      | 15. Oktober 1924   | 0,1 km²         |
| Castle Clinton                                                                          |         | New York                     | 12. August 1946    | 0,004 km²       |
| Castle Mountains                                                                        |         | Kalifornien                  | 12. Februar 2016   | 85,1 km²        |
| Castner Range National Monument                                                         |         | Texas                        | 21. März 2023      | 27 km²          |
| Cedar Breaks                                                                            |         | Utah                         | 22. August 1933    | 24,9 km²        |
| Cesar E. Chaves                                                                         |         | Kalifornien                  | 8. Oktober 2012    | 0,5 km²         |
| Charles Young Buffalo Soldiers                                                          |         | Ohio                         | 25. März 2013      | 0,2 km²         |
| Chimney Rock                                                                            |         | Colorado                     | 21. November 2012  | 19,1 km²        |
| Chiricahua                                                                              |         | Arizona                      | 18. April 1924     | 48,7 km²        |
| Colorado                                                                                |         | Colorado                     | 24. Mai 1911       | 83,1 km²        |
| Craters of the Moon                                                                     |         | Idaho                        | 2. Mai 1924        | 216,3 km²       |
| Devils Postpile                                                                         |         | Kalifornien                  | 6. Juli 1911       | 3,2 km²         |
| Devils Tower                                                                            |         | Wyoming                      | 24. September 1906 | 5,5 km²         |
| Dinosaur                                                                                |         | Colorado, Utah               | 4. Oktober 1915    | 851,0 km²       |
| Effigy Mounds                                                                           |         | Iowa                         | 25. Oktober 1949   | 10,2 km²        |
| El Malpais                                                                              |         | New Mexico                   | 31. Dezember 1987  | 462,7 km²       |
| El Morro                                                                                |         | New Mexico                   | 8. Dezember 1906   | 5,2 km²         |
| Emmett Till and Mamie Till-Mobley National Monument                                     |         | Illinois, Mississippi        | 25. Juli 2023      | 0,023 km²       |
| Florissant Fossil Beds                                                                  |         | Colorado                     | 20. August 1969    | 25,5 km²        |
| Fort Frederica                                                                          |         | Georgia                      | 26. Mai 1936       | 1,2 km²         |
| Fort Matanzas                                                                           |         | Florida                      | 15. Oktober 1924   | 1,2 km²         |
| Fort McHenry                                                                            |         | Maryland                     | 3. März 1925       | 0,2 km²         |
| Fort Monroe                                                                             |         | Virginia                     | 1. November 2011   | 1,5 km²         |
| Fort Ord                                                                                |         | Kalifornien                  | 20. April 2012     | 59,3 km²        |
| Fort Pulaski                                                                            |         | Georgia                      | 15. Oktober 1924   | 22,8 km²        |
| Fort Stanwix                                                                            |         | New York                     | 21. August 1935    | 0,1 km²         |
| Fort Union                                                                              |         | New Mexico                   | 5. April 1956      | 2,9 km²         |
| Fossil Butte                                                                            |         | Wyoming                      | 23. Oktober 1972   | 33,2 km²        |
| Freedom Riders                                                                          |         | Alabama                      | 12. Januar 2017    | 0,02 km²        |
| George Washington Birthplace                                                            |         | Virginia                     | 23. Januar 1930    | 2,6 km²         |
| George Washington Carver                                                                |         | Missouri                     | 14. Juli 1943      | 0,8 km²         |
| Giant Sequoia                                                                           |         | Kalifornien                  | 15. April 2000     | 1.427,0 km²     |
| Gila Cliff Dwellings                                                                    |         | New Mexico                   | 16. November 1907  | 2,2 km²         |
| Gold Butte                                                                              |         | Nevada                       | 28. Dezember 2016  | 1.201,7 km²     |
| Governors Island                                                                        |         | New York                     | 19. Januar 2001    | 0,1 km²         |
| Grand Canyon-Parashant                                                                  |         | Arizona                      | 11. Januar 2000    | 4.132,0 km²     |
| Grand Portage                                                                           |         | Minnesota                    | 27. Januar 1960    | 2,9 km²         |
| Grand Staircase-Escalante                                                               |         | Utah                         | 18. September 1996 | 7.689 km²       |
| Hagerman Fossil Beds                                                                    |         | Idaho                        | 18. November 1988  | 17,6 km²        |
| Hanford Reach                                                                           |         | Washington                   | 9. Juni 2000       | 768,9 km²       |
| Hohokam Pima                                                                            |         | Arizona                      | 21. Oktober 1972   | 6,8 km²         |
| Hovenweep                                                                               |         | Colorado, Utah               | 2. März 1923       | 3,2 km²         |
| Ironwood Forest                                                                         |         | Arizona                      | 9. Juni 2000       | 522,3 km²       |
| Jewel Cave                                                                              |         | South Dakota                 | 7. Februar 1908    | 5,2 km²         |
| John Day Fossil Beds                                                                    |         | Oregon                       | 26. Oktober 1974   | 56,9 km²        |
| Jurassic                                                                                |         | Utah                         | 12. März 2019      | 3,4 km²         |
| Kap Krusenstern                                                                         |         | Alaska                       | 1. Dezember 1978   | 2.626,8 km²     |
| Kasha-Katuwe Tent Rocks                                                                 |         | New Mexico                   | 17. Januar 2001    | 18,8 km²        |
| Katahdin Woods and Waters                                                               |         | Maine                        | 24. Oktober 2016   | 354,4 km²       |
| Lava Beds                                                                               |         | Kalifornien                  | 21. November 1925  | 189,0 km²       |
| Little Bighorn Battlefield                                                              |         | Montana                      | 1. Juli 1940       | 3,1 km²         |
| Marianas Trench Marine                                                                  |         | Nördliche Marianen, Guam     | 6. Januar 2009     | 247.172,6 km²   |
| Medgar and Myrlie Evers Home                                                            |         | Mississippi                  | 12. März 2019      | 0,74 km²        |
| Military Working Dog Teams                                                              |         | Texas                        | 28. Oktober 2013   | ?               |
| Mill Springs Battlefield                                                                |         | Kentucky                     | 12. März 2019      | 5,9 km²         |
| Misty Fjords                                                                            |         | Alaska                       | 1. Dezember 1978   | 9.283,3 km²     |
| Mojave Trails                                                                           |         | Kalifornien                  | 12. Februar 2016   | 6.475,0 km²     |
| Montezuma Castle                                                                        |         | Arizona                      | 8. Dezember 1906   | 4,1 km²         |
| Mount St. Helens                                                                        |         | Washington                   | 27. August 1982    | 458,1 km²       |
| Muir Woods                                                                              |         | Kalifornien                  | 9. Januar 1908     | 2,2 km²         |
| Natural Bridges                                                                         |         | Utah                         | 16. April 1908     | 30,9 km²        |
| Navajo                                                                                  |         | Arizona                      | 20. März 1909      | 1,5 km²         |
| Newberry                                                                                |         | Oregon                       | 5. November 1990   | 232,0 km²       |
| Northeast Canyons and Seamounts Marine                                                  |         | Massachusetts                | 15. September 2016 | 12.724,6 km²    |
| Oregon Caves                                                                            |         | Oregon                       | 12. Juli 1909      | 18,4 km²        |
| Organ Mountains-Desert Peaks                                                            |         | New Mexico                   | 21. Mai 2014       | 1.697,8 km²     |
| Organ Pipe Cactus                                                                       |         | Arizona                      | 13. April 1937     | 1.338,3 km²     |
| Pacific Remote Islands Marine                                                           |         | US Minor Outlying Islands    | 6. Januar 2009     | 1.270.477,6 km² |
| Papahānaumokuākea Marine                                                                |         | Hawaii                       | 15. Juni 2006      | 1.508.864,7 km² |
| Petroglyph                                                                              |         | New Mexico                   | 27. Juni 1990      | 29,2 km²        |
| Pipe Spring                                                                             |         | Arizona                      | 31. Mai 1923       | 0,2 km²         |
| Pipestone                                                                               |         | Minnesota                    | 25. August 1937    | 1,1 km²         |
| Pompeys Pillar                                                                          |         | Montana                      | 17. Januar 2001    | 0,2 km²         |
| Poverty Point                                                                           |         | Louisiana                    | 31. Oktober 1988   | 3,7 km²         |
| Prehistoric Trackways                                                                   |         | New Mexico                   | 30. März 2009      | 21,4 km²        |
| President Lincoln and Soldiers’ Home                                                    |         | Washington, D.C.             | 7. Juli 2000       | 0,01 km²        |
| Rainbow Bridge                                                                          |         | Utah                         | 30. Mai 1910       | 0,6 km²         |
| Rose Atoll                                                                              |         | Amerikanisch-Samoa           | 6. Januar 2009     | 34.839,6 km²    |
| Russell Cave                                                                            |         | Alabama                      | 11. Mai 1961       | 1,3 km²         |
| Río Grande del Norte                                                                    |         | New Mexico                   | 25. März 2013      | 982,2 km²       |
| Saint Francis Dam Disaster                                                              |         | Kalifornien                  | 12. März 2019      | 1,4 km²         |
| Salinas Pueblo Missions                                                                 |         | New Mexico                   | 1. November 1909   | 4,3 km²         |
| San Gabriel Mountains                                                                   |         | Kalifornien                  | 10. Oktober 2014   | 1.397,1 km²     |
| San Juan Islands                                                                        |         | Washington                   | 25. März 2013      | 3,9 km²         |
| Sand to Snow                                                                            |         | Kalifornien                  | 12. Februar 2016   | 623,2 km²       |
| Santa Rosa and San Jacinto Mountains                                                    |         | Kalifornien                  | 24. Oktober 2000   | 1.133,2 km²     |
| Scotts Bluff                                                                            |         | Nebraska                     | 12. Dezember 1919  | 12,2 km²        |
| Sonoran Desert                                                                          |         | Arizona                      | 17. Januar 2001    | 1.968,4 km²     |
| Statue of Liberty                                                                       |         | New York                     | 15. Oktober 1924   | 0,2 km²         |
| Stonewall                                                                               |         | New York                     | 24. Juni 2016      | 0,03 km²        |
| Sunset Crater Volcano                                                                   |         | Arizona                      | 26. Mai 1930       | 12,3 km²        |
| Timpanogos Cave                                                                         |         | Utah                         | 14. Oktober 1922   | 1,0 km²         |
| Tonto                                                                                   |         | Arizona                      | 19. Dezember 1907  | 4,5 km²         |
| Tule Lake                                                                               |         | Kalifornien                  | 5. Dezember 2008   | 5,629 km²       |
| Tule Springs Fossil Beds                                                                |         | Nevada                       | 19. Dezember 2014  | 91,7 km²        |
| Tuzigoot                                                                                |         | Arizona                      | 25. Juli 1939      | 3,3 km²         |
| Upper Missouri River Breaks                                                             |         | Montana                      | 17. Januar 2001    | 1.527,1 km²     |
| Vermilion Cliffs                                                                        |         | Arizona                      | 9. November 2000   | 1.131,4 km²     |
| Virgin Islands Coral Reef                                                               |         | Amerikanische Jungferninseln | 17. Januar 2001    | 51,4 km²        |
| Waco Mammoth                                                                            |         | Texas                        | 10. Juli 2015      | 0,4 km²         |
| Walnut Canyon                                                                           |         | Arizona                      | 30. November 1915  | 14,3 km²        |
| Wupatki                                                                                 |         | Arizona                      | 9. Dezember 1924   | 143,3 km²       |
| Yucca House                                                                             |         | Colorado                     | 19. Dezember 1919  | 0,1 km²         |

## Belege
1. 1 2  „Antiquities Act 1906–2006: Maps, facts and figures“. nps.gov. Liste US National Park Service über Ausweisungen, Flächen-Vergrößerungen und Verkleinerungen.
2. ↑  FORMER NATIONAL PARK SYSTEM UNITS: AN ANALYSIS
3. ↑  Carolin Wahnbaeck: „Trumps Attacke auf die Naturschutzgebiete“, Spiegel Online vom 10. Oktober 2017
4. ↑  Presidential Proclamation Modifying the Grand Staircase-Escalante National Monument. In: Whitehouse.gov. 4. Dezember 2017, abgerufen am 4. Dezember 2017.
5. ↑  Keith Schneider, Trump dramatically shrinks two national monuments in Utah, assailing rule by 'distant bureaucrats'Los Angeles Times vom 7. Dezember 2017.
6. ↑  FACT SHEET: President Biden Restores Protections for Three National Monuments and Renews American Leadership to Steward Lands, Waters, and Cultural Resources
7. ↑  John D. Dingell, Jr. Conservation, Management, and Recreation Act
8. ↑  NPS Archeology Program: Antiquities Act Centennial. Abgerufen am 19. April 2019.